# Lluís Morote i Greus

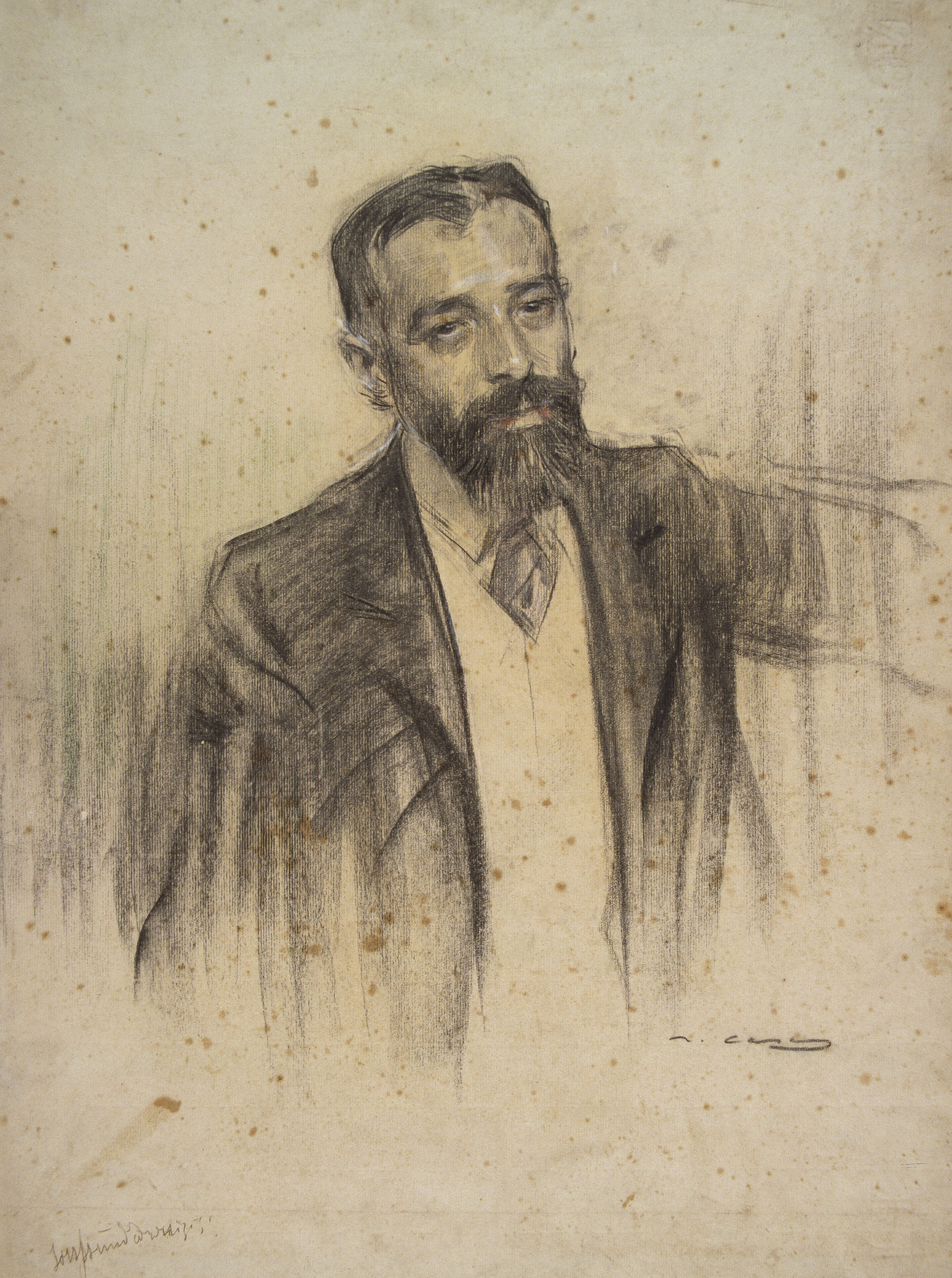
Morote vist per Ramon Casas (MNAC).

Lluís Morote i Greus (València 1862 - Madrid 1913) fou un periodista, escriptor i polític valencià.
Figura destacada del periodisme, participà com a corresponsal del diari El Liberal de Madrid en els conflictes bèl·lics de Melilla (1893) i de Cuba (1896). Home d'una gran preparació intel·lectual, doctorat en dret, s'especialitzà a fer entrevistes a personatges polítics rellevants. Dirigí La Mañana i La Noche (Madrid) i col·laborà a La Publicidad (Barcelona), La Nación (Buenos Aires), El Mundo (L'Havana). Diputat a Corts en diverses legislatures representant a Las Palmas (Canaries), es distingí per la seva dialèctica aferrissada. Defensà en repetides ocasions l'eliminació de la pena de mort. Fou autor de nombrosos treballs sobre història, política i jurisprudència. En 2019 les seues restes foren traslladades del cementiri de la Almudena de Madrid al de Benifaió.

## Biografia
Va nàixer el 9 de gener de 1864 a València. El seu pare, Aureliano Morote i Perales, de família de platers immigrats de Llorca (Múrcia), va arribar a magistrat de la Sala del criminal. Va casar-se amb una filla dels Greus, propietaris de l'horta, procedents d'Alzira i establerts a Benifaió en fugir dels carlistes. La ideologia liberal campejava en l'ambient familiar, de simpaties sagastines. Altres fills, a més de Luis, van ser José Morote, que va militar en la fracció liberal de Romanones i Francisco, qui va deixar petjada pedagògica a València des de la càtedra de l'Institut Luis Vives. Tots dos posseeixen carrers dedicats en la seua localitat de procedència, Benifaió (València). En 1876, amb catorze anys, Luis Morote rep el grau de batxiller i ingressa en la Universitat, just l'any en què es crea la Institució Lliure d'Ensenyament. En la Universitat de València va assimilar l'esperit del krausisme a través del cercle aglutinat entorn d'Eduardo Pérez Pujol, de qui Morote va aprendre els conceptes krausistes del dret i de la filosofia social d'Heinrich Ahrens. Va obtenir el premi extraordinari de llicenciatura. Va ser l'alumne avantatjat que va enviar a Madrid a doctorar-se amb Francisco Giner dels Rius i Azcárate. Morote compta la seva arribada a Madrid i l'impacte dels mestres, sobretot de Giner dels Rius. S'integra en el grup selecte d'alumnes de doctorat que l'acompanyen. Es doctora als vint anys en dret polític de la mà de Gumersindo d'Azcárate. La tesi inicia de manera brillant una possible carrera acadèmica que es trunca en 1883 al no aconseguir ni la càtedra de dret polític ni la d'administratiu, enfront de Aniceto Sela i Adolfo Posada. Tria com a tema de doctorat l'anàlisi del desenvolupament de la idea de llibertat des dels temps antics als contemporanis, per a provar que la llibertat política —assoliment històric de la burgesia— havia de consolidar tot el dret, perquè significava la màxima justícia; i per això mateix havia de ser la pauta de conducta personal i social. És un assoliment que s'ha de practicar "no sols en l'individu" sinó també "en el municipi, a la regió, en la nació, en la lliure organització de la ciència, de l'art i de la indústria". Escriu que "com més il·lustrat és l'home... és més lliure. Tot l'avenir de les nacions està en la instrucció més lliure dels seus individus". En aquesta dècada publica articles en la Revista General de Legislació i Jurisprudència. Versen sobre el positivisme en dret penal, sobre la nova ciència de l'antropologia criminal i a més un reportatge sobre el primer Congrés Internacional d'antropologia criminal celebrat a Roma en 1886. És dels pioners a introduir les recents teories exposades en L'Uomo delinquente per Cesare Lombroso. S'inclou en el que Posada va qualificar com krausopositivisme i se'l considera dels introductors d'una nova ciència penal, al costat de Rafael Salillas, Pedro Dorado Montero i Félix de Aramburu.
Morote s'inicia en l'activitat política en València, des de 1882 a 1889, exercint l'advocacia però sobretot el periodisme en El Mercantil Valencià, diari de les classes mitjanes enfrontades a l'oligarquia representada pel diari rival, Las Provincias. Des del Mercantil els republicans assumien la defensa de les classes treballadores i van enverinar la seva pugna ideològica contra el sistema vigent a través de l'anticlericalisme: apedregaven el rosari de l'aurora de la "xusma clerical", cada matinada, en sortir de la redacció. L'Ateneu Científic agrupava el més granat de la intel·lectualitat democràtica de València, i l'any àlgid del còlera, 1885, es va debatre en l'Ateneu el problema social, ocasió perquè el jove Morote demanés l'admissió d'obrers en els debats, això sí, els "més il·lustrats". Aquell mateix any realitza la seva primera sortida a l'estranger, amb el propòsit d'assistir a l'enterrament de Víctor Hugo. Amb vint-i-tres anys va quedar impressionat pel París de la llibertat, del laïcisme i de la polèmica cultural, pel París del naturalisme de Émile Zola i la militància política de la literatura francesa no van caure en va en un jove republicà amb afanys d'escriptor. Morote va adoptar per al seu estil periodístic la forma "naturalista", crua, descriptiva i interpretativa de la realitat circumdant i a més va fer dels seus articles un compromís fefaent amb la democràcia. Tant Joaquín Sorolla com Morote o Vicente Blasco Ibáñez reflectien a València les inquietuds socials del naturalisme, eren amics i lluitaven junts. Va publicar en El Mercantil Valenciano el 17 de febrer de 1887, un article dedicat al seu amic Antonio Cortina Farinós, que ha estat de vital importància per a dilucidar l'autoria dels sostres de la casa que va ser del fotògraf Antonio García Peris, sogre de Joaquín Sorolla, que formen actualment part de la col·lecció pictòrica de l'Ateneu Mercantil de València.
Va marxar en 1889 a Madrid, a treballar en El Liberal. La literatura regeneracionista va oferir la primera prova de la influència social dels intel·lectuals en la història política espanyola. Morote va treballar durant l'última dècada del segle en El Liberal i la primera dècada del nou segle en Herald de Madrid. Tots dos integrarien en el seu moment el trust de la Societat Editorial d'Espanya. Va destacar com a corresponsal a Jerez, quan els successos de gener de 1892 i de reporter en els successos de Melilla, en Cabrerizas Altes, participant fins i tot en el combat, a l'octubre de 1893, quan el general Juan García i Margallo mor tancat per marroquins. En 1896 va entrevistar a Roma a Lleó XIII. Aquest mateix any embarca per a Cuba.
Com a autonomista convençut, se situa en la paradoxa de bregar tant contra els ianquis com a favor de la guerra contra els separatistes. El Liberal havia baixat la seva tirada per ser autonomista, enfront de l'Imparcial les tirades del qual pujaven a gairebé 150.000 exemplars diaris. Van enviar a Morote amb el propòsit explícit de remuntar les vendes, "perquè s'indemnitzés dels crebants que venia patint per la seva honrada campanya autonomista". No van escatimar despeses, sis mesos d'estada eren equivalents a 25.000 duros. La bomba informativa era entrevistar a Antonio Maceo, però la mort del guerriller en Punta Brava va obligar a canviar el pla per Màxim Gómez, cap de la revolució. Es va infiltrar en el seu campament no sols amb finalitats periodístics sinó sobretot amb una tasca negociadora: portava cartes dels autonomistes de l'illa. Gómez ho va capturar per fer "deshonroses proposicions de pau": el 14 de febrer de 1897, previ toc de la Marsellesa que va emocionar a Morote, se celebra el corresponent consell de guerra, per delictes d'espionatge i proposicions de pau, i amb dades en els 64 articles escrits en El Liberal i les cartes dels autonomistes cubans. Absolt en prova de generositat, se li deixa lliure amb cartes per al govern espanyol. Morote canvia de criteri i reconeix que són forts, i no insurrectes sinó revolucionaris. El director del diari, Miguel Moya, dedica un extra a "La insurreccción per dins" el 22 de febrer de 1897 amb un telegrama de dos mil paraules. L'impacte del suplement extraordinari va aconseguir el propòsit: van pujar les vendes. A la seva volta va ser rebut com a heroi del periodisme i amb un aval perquè a l'any següent el partit autonomista de Cuba l'ajudés a pujar a diputat per l'illa. No va arribar a prendre possessió de l'acta de diputat, en consumar-se la independència. També va col·laborar en El Mundo de l'Havana i en La Nació de Buenos Aires.

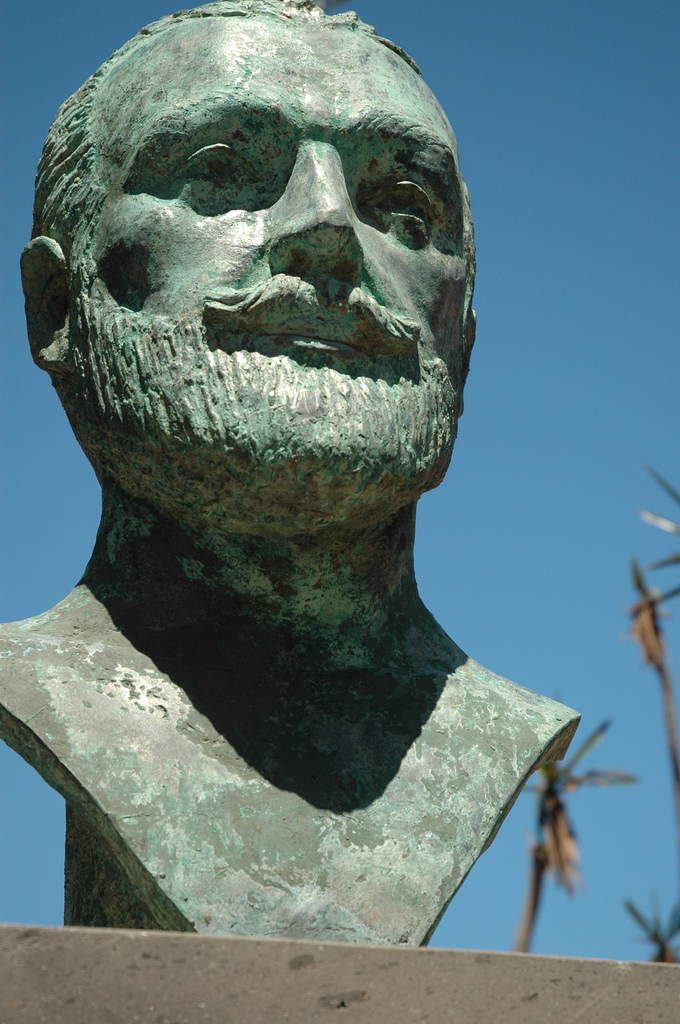
Bust situat en el passeig de les Pedreres, en la coincidència amb el carrer que porta el nom del polític, a Las Palmas de Gran Canaria.

En tornar a Madrid es produeix la seva compenetració política amb José Canalejas i, des de 1899, és el seu estret col·laborador i artífex de la línia ideològica de l'Herald de Madrid, al alimón amb el director d'aquest, el maçó José Francos Rodríguez. Els tres eren diputats. En 1900, Morote va publicar La moral de la derrota, l'obra que ho inclou dins dels escriptors del regeneracionisme, i en 1902 va ser coautor d'un llibre decisiu en la història del reformisme social a Espanya, el publicat amb Buylla i Posada per a justificar el projecte de Canalejas de crear un Institut del Treball que va ser aprovat un any després com a Institut de Reformes Socials; potser és l'al·legat més documentat d'aquestes dècades en defensa de la intervenció de l'estat en els conflictes entre el capital i el treball. En plena guerra rus-nipona va viatjar a Rússia i en dos mesos d'estada entrelluca ja la incipient revolució; va entrevistar a Lleó Tolstói en Yasnia-Poliana i a Màxim Gorki en el seu refugi d'Estònia i va visitar a Dmitry Mérejkowski, la novel·la del qual sobre Julià el Apóstata La mort dels déus (La novel·la de Julià el Apóstata) havia traduït el mateix Morote i imprès a València en 1901. En 1907 es trasllada a Portugal per a assistir a la immediata revolució.
En els seus llargs articles doctrinals enalteix la figura dels quals considerava els tres bastions de la futura república, Bernardino Machado, Teófilo Braga i Guerra Junqueiro. També va publicar articles de crítica literària divulgant les últimes tendències en creació: va elogiar l'obra de Henrik Ibsen, Maurice Maeterlinck, León Tolstói, Émile Zola, Miguel d'Unamuno, Galdós i Ángel Guimerá. En 1904 va publicar el llibre Els frares a Espanya amb la intenció que el Congrés no aprovi el conveni signat en 1904 amb Roma, que assegurava una espècie de statu quo als religiosos i consolidava la seva existència legal. Un dels seus llibres més coneguts El pulso de España, el títol del qual al·ludeix a un famós i pessimista article de Francisco Silvela que pretén refutar i que és una col·lecció d'entrevistes polítiques realitzades en l'estiu de 1903 i aparegudes en l'Heraldo de Madrid i en El Mundo de l'Havana. "És un document inapreciable per a jutjar la nostra època", va escriure sobre aquest tema el seu amic Vicente Blasco Ibáñez. Va ser diputat republicà per Madrid en les Corts de 1905 i 1907, va intervenir en la Llei de Jurisdicció militar i en cada legislatura va insistir en un projecte per a abolir la pena de mort. En 1909 va dirigir els diaris El Matí i La Nit subtitulats com a liberal-socialista i on col·laboraven entre altres Pérez Galdós, Luis Bello i Pablo Iglesias. En 1910 va recórrer les illes orientals de Gran Canària, Lanzarote i Fuerteventura, recollint les seves impressions en el llibre La terra dels Guanartemes, que es va editar a París. Posteriorment va ser diputat en la majoria canalejista pel districte de Las Palmas.
Amic polític de Práxedes Mateo Sagasta, va ser diputat a Corts per Cuba, Madrid i també per Gran Canària. D'acord amb José del Perojo i amb Juan Alvarado i Saz va intervindre en el projecte d'Antonio Maura sobre l'administració local. Mort Perojo en un escó de les Corts, defensant els interessos de Las Palmas, va continuar Morote en la bretxa. Mort el 4 de maig de 1913 en la capital, Madrid, va ser enterrat en el cementiri de l'Almudena. En 2019 les seves restes van ser traslladades al cementiri de Benifaió. En el moment de la seua defunció esperava l'estrena teatral del seu amic Paul Hervieu, que havia traduït. Dies abans havia treballat febrilment contra el decret que establia l'ensenyament a l'escola del catecisme. L'Ajuntament de Las Palmas de Gran Canaria va dedicar-li a un carrer de la ciutat i el va nomenar fill adoptiu, i va acordar atendre l'orfandat dels seus fills amb una pensió de tres mil pessetes anuals durant cinc anys.

## Publicacions
- Idea de la libertad en los pueblos antiguos, en la Edad Media y en los Tiempos Modernos. Imprenta Nueva Alianza, Valencia, 1882.[7]
- La moral de la derrota (1900); Madrid Biblioteca Nueva 1997.[8]
- Los frailes en España. Madrid, 1904 (Fontanet).
- De la Dictadura a la República (La vida Política en Portugal). Valencia. F. Sempere y Cía., 1908-
- La conquista del Mogreb. Valencia. Prometeo. 1908 ¿?.
- La tierra de los Guanartemes (Canarias Orientales). París, 1910.
- El pulso de España. Madrid. tipografía de Ricardo Fe, 1904.
- Rebaño de almas (el terror blanco en Rusia). Valencia. F. Sempere y Cía. 1905.
- La Duma: la revolución en Rusia. (2ª parte de Rebaño de almas). F. Sempere y Cía. 1906.
- Pasados por agua. Prólogo de Vicente Blasco Ibáñez. Valencia. F. Sempere. 1904 ¿?.
- Sagasta, Melilla, Cuba. París, 1908. hay edición facsimil de 1999.
- Teatro y novela. (Artículos críticos 1903-2906). Madrid. Fernando Fe, 1906.
- En la manigua. Madrid, 1912. Ed. el Libro Popular.
- El abuelo (in memoriam de Don Paco Giner). 1918.
- La historia corre para todos (in memoriam de Giner de los Rios). 1918.